# Grammy Latino de 2019
A 20.ª edição anual do Grammy Latino foi realizada em 14 de novembro de 2019 no MGM Grand Garden Arena, em Las Vegas, Nevada e transmitida pela Univision. A transmissão marcou o vigésimo aniversário da cerimônia e homenageou conquistas extraordinárias na música latina.

## Vencedores e indicados
As indicações foram anunciadas em 24 de setembro de 2019. A seguir, é apresentada a lista de indicados. Na lista também foram indicados brasileiros.

### Geral
Gravação do Ano
- Alejandro Sanz e Camila Cabello — "Mi Persona Favorita"
- Marc Anthony — "Parecen Viernes"
- Andrés Calamaro — "Verdades Afiladas"
- Vicente García — "Ahí Ahí"
- Juan Luis Guerra y 4.40 — "Kitipun"
- Juanes e Alessia Cara — "Querer Mejor"
- Juanes e Lalo Ebratt — "La Plata"
- Rosalía — "Aute Cuture"
- Alejandro Sanz — "No Tengo Nada"
- Ximena Sariñana — "Cobarde"

Álbum do Ano
- Rosalía — El Mal Querer
- Paula Arenas — Visceral
- Rubén Blades — Paraíso Road Gang
- Andrés Calamaro — Cargar la Suerte
- Fonseca — Agustín
- Luis Fonsi — Vida
- Alejandro Sanz — #ElDisco
- Ximena Sariñana — ¿Dónde Bailarán las Niñas?
- Tony Succar — Más de Mi
- Sebastián Yatra — Fantasía

Canção do Ano
- "Calma" — Pedro Capó, Gabriel Edgar González Pérez e George Noriega, compositores (Pedro Capó)
- "Desconstrução" — Tiago Iorc
- "El País" — Rubén Blades
- "Kitipun" — Juan Luis Guerra
- "Mi Persona Favorita" — Alejandro Sanz e Camila Cabello
- "No Tengo Nada" — Alejandro Sanz
- "Quédate" — Kany García e Tommy Torres
- "Querer Mejor" — Rafael Arcaute, Alessia Cara, Camilo Echeverry, Juanes, Mauricio Montaner, Ricardo Montaner e Tainy, compositores (Juanes and Alessia Cara)
- "Un Año" — Mauricio Rengifo, Andrés Torres e Sebastián Yatra, compositores (Sebastián Yatra com participação de Reik)
- "Ven" — Fonseca

Revelação do Ano
- Nella
- Aitana
- Burning Caravan
- Cami
- Fer Casillas
- Chipi Chacón
- Elsa y Elmar
- Greeicy
- Juan Ingaramo
- Paulo Londra

### Pop
Melhor Álbum Vocal Pop Contemporâneo
- Rosalía — El Mal Querer
- Ricardo Montaner — Montaner
- Morat — Balas Perdidas
- Alejandro Sanz — #ElDisco
- Sebastián Yatra — Fantasía

Melhor Álbum Vocal Pop Tradicional
- Fonseca — Agustín
- Paula Arenas — Visceral
- Cami — Rosa
- Camila — Hacia Adentro
- Pavel Núñez — Sentimientos

Melhor Canção Pop
- "Mi Persona Favorita" — Alejandro Sanz e Camila Cabello
- "Bailar" — Leonel García
- "Buena Para Nada" — Paula Arenas, Luigi Castillo e Santiago Castillo, compositores (Paula Arenas)
- "Pienso en tu Mirá" — Antón Álvarez Alfaro, El Guincho e Rosalía, compositores (Rosalía)
- "Ven" — Fonseca

### Urban
Melhor Fusão/Interpretação Urbana
- Pedro Capó e Farruko — "Calma (Remix)"
- Bad Bunny — "Tenemos Que Hablar"
- ChocQuibtown, Zion & Lennox, Farruko com Manuel Turizo — "Pa' Olvidarte"
- Daddy Yankee com Snow — "Con Calma"
- Sech com Darell — "Otro Trago"

Melhor Álbum de Música Urbana
- Bad Bunny — X 100pre
- Anitta — Kisses
- De La Ghetto — Mi Movimiento
- Feid — 19
- Sech — Sueños

Melhor Canção Urbana
- "Con Altura" — J Balvin, Mariachi Budda, Frank Dukes, El Guincho, Alejandro Ramirez e Rosalía, compositores (Rosalía e J Balvin com El Guincho)
- "Baila Baila Baila" — Ozuna e Vicente Saavedra, compositores (Ozuna)
- "Caliente" — J Balvin, Rene Cano, De La Ghetto e Alejandro Ramirez, compositores (De La Ghetto com J Balvin)
- "Otro Trago" — Kevyn Mauricio Cruz, Kevin Mauricio Jimenez Londoño, Bryan Lezcano Chaverra, Josh Mendez, Sech e Jorge Valdes, compositores (Sech com Darell)
- "Pa' Olvidarte" — René Cano, ChocQuibtown, Kevyn Cruz Moreno, Juan Diego Medina Vélez, Andrés David Restrepo, Mateo Tejada Giraldo, Andrés Uribe Marín, Juan Vargas & Doumbia Yohann, compositores (ChocQuibtown)

### Rock
Melhor Álbum de Rock
- Draco Rosa — Monte Sagrado
- A.N.I.M.A.L — Una Razon Para Seguir
- Arawato — Arawato
- Carajo — Basado en hechos reales
- Molotov — MTV Unplugged: El Desconecte

Melhor Álbum Pop/Rock
- Andrés Calamaro — Cargar la Suerte
- Jumbo — Manual de Viaje A Un Lugar Lejano
- David Lebón — Lebón & Co.
- Leiva — Nuclear
- Taburete — Madam Ayahuasca

Melhor Canção de Rock
- "Verdades Afiladas" — Andrés Calamaro & German Wiedemer, compositores (Andrés Calamaro)
- "Conectar" — Rodrigo Crespo
- "Gozilla" — Leiva, compositores (Leiva com Enrique Bunbury e Ximena Sariñana)
- "Nirvana" — Arawato
- "Punta Cana" — Roberto Musso, compositores (El Cuarteto de Nos)

### Alternativo
Melhor Álbum de Música Alternativa
- Mon Laferte — Norma
- Alex Anwandter — Latinoamericana
- Babasónicos — Discutible
- Bandalos Chinos — Bach
- Marilina Bertoldi — Prender Un Fuego

Melhor Canção de Música Alternativa
- Julio Briceño, David Julca, Jonathan Julca, Silverio Lozada, Juan Roura and Jose Torres — "Tócamela"
- El David Aguilar — "Causa Perdida"
- Ismael Cancel — "Contra Todo"
- Kevin Johansen — "Cuentas Claras"
- Adrián Dárgelos Rodríguez — "La Pregunta"

### Tropical
Melhor Álbum de Salsa
- Tony Succar — Mas De Mi
- Maite Hontelé — Cuba Linda
- Mario Ortiz All Star Band — 55 Aniversario
- Eddie Palmieri — Mi Luz Mayor
- Quintero's Salsa Project — Nuestro Hogar

Melhor Álbum de Cumbia/Vallenato
- Puerto Candelaria & Juancho Valencia — Yo Me Llamo Cumbia
- Checo Acosta — Checo Acosta 30 (Live)
- Diego Daza y Carlos Rueda — Esto Que Dice!
- Juan Piña — Para Mis Maestros Con Respeto
- Various Artists — Raíces

Melhor Álbum de Música Tropical
- Andrés Cepeda — Andrés Cepeda Big Band (Live)
- Olga Cerpa y Mestisay — Vereda Tropical
- Yelsy Heredia — Lo Nuestro
- Aymée Nuviola — A Journey Through Cuban Music
- Septeto Acarey — La Llave Del Son

Melhor Álbum de Música Tropical Contemporânea
- Juan Luis Guerra 4.40 — Literal
- Iván Barrios — Barrios De Mi Tierra (Rubén Blade's songs)
- Vicente García — Candela
- Ilegales — Tropicalia
- Milly Quezada — Milly & Company

Melhor Canção de Música Tropical
- Juan Luis Guerra — "Kitipun" (Juan Luis Guerra 4.40)
- Luis Enrique & Jorge Luis Piloto — "El Afortunado" (Septeto Acarey featuring Luis Enrique)
- Jorge Luis Piloto & Tony Succar — "Mas de Mi" (Tony Succar featuring Angel López)
- Bobby Allende, Waddys Jáquez, David Maldonado & Adan Pérez — "Subiendo y Bajando" (8 y Más featuring Rubén Blades)
- Jorge Luis Piloto — "Vivir Es Complicado" (Andrés Cepeda and Dayhan Díaz)

### Cantor-compositor
Melhor Álbum de Cantor-Compositor
- Kany García — Contra El Viento
- Albita — Acústica
- Leonel García — Amor Presente
- Kevin Johansen — Algo Ritmos
- Gian Marco — Intuición

### Música mexicana
Melhor Álbum Ranchero/Mariachi
- Christian Nodal — Ahora
- El Bebeto — Mi Persona Preferida
- Alex Fernández — Sigue La Dinastía...
- Vicente Fernández — Más Romántico Que Nunca
- Flor De Toloache — Indestructible

Melhor Álbum de Banda
- Banda Los Sebastianes — A Través Del Vaso
- Saul El Jaguar Alarcón — Para Que No Te Lo Imagines
- El Mimoso — 25 Años Vol 1
- La Explosiva Banda De Maza — Un Tributo Al Sol
- Edwin Luna y La Trakalosa De Monterrey — Me Hiciste Un Borracho

Melhor Álbum Texano
- Elida Reyna y Avante — Colores
- El Plan — Siete
- Lucky Joe — Tu Príncipe
- David Lee Rodriquez — Así Me Enseñaron
- Vidal — Nunca Te Rindas

Melho Álbum Norteño
- Intocable — Percepción
- Bronco — Por Más
- Buyuchek — Las Canciones De La Abuela
- Calibre 50 — Mitad y Mitad
- La Maquinaria Norteña — Amo

Melhor Canção Regional
- Edgar Barrera, Gussy Lau & Christian Nodal — No Te Contaron Mal (Christian Nodal)
- Jose Luis Roma — Alguien Mejor Que Yo (Bronco)
- Shae Fiol, Camilo Lara & Mireya Ramos — Besos De Mezcal (Flor De Toloache)
- José Esparza & Gussy Lau — De Los Besos Que Te Di (Christian Nodal)
- Manuel Monterrosas — Te Amaré (Alex Fernández)

### Instrumental
Melhor Álbum Instrumental
- Gustavo Casenave — Balance
- Cuban Sax Quintet — Saxofones Live Sessions
- Edu Ribeiro, Fábio Peron and Toninho Ferragutti — Folia De Treis
- Moisés P. Sánchez — Unbalanced Concerto For Ensemble
- Miguel Zenón Featuring Spektral Quartet — Yo Soy La Tradición

### Tradicional
Melhor Álbum de Folk
- Luis Enrique + C4 Trio — Tiempo Al Tiempo
- Eva Ayllon — 48 Años Después
- Canalón De Timbiquí — De Mar y Río
- Cimarrón — Orinoco
- Luis Cobos Con The Royal Philarmonic Orchestra & El Mariachi Juvenil Tecalitlán — ¡Va Por México!

Melhor Álbum de Tango
- Quinteto Astor Piazzolla — Revolucionario
- Daniel Binelli y Nick Danielson — Marrón y Azul
- Enrique Campos — Roto
- Bernardo Monk — Atípico
- Pablo Ziegler Chamber Quartet — Radiotango

### Jazz
Melhor Álbum Latino de Jazz
- Chucho Valdés — Jazz Batá 2
- Claudia Acuña — Turning Pages
- Branly, Ruiz & Haslip — Elemental
- Dos Orientales — Tercer Viaje
- André Marques — Rio - São Paulo

### Cristã
Melhor Álbum de Música Cristã (língua espanhola)
- Juan Delgado — Todo Pasa
- Danilo Montero — Mi Viaje (Live)
- Gabriela Soto & Big Band — Lluvias De Bendición
- Ricardo Torres y Su Mariachi — Padre Mio
- Alex Zurdo — ¿Quién Contra Nosotros?

Melhor Álbum de Música Cristã (língua portuguesa)
- Delino Marçal — Guarda Meu Coração
- Priscilla Alcantara — Gente
- Adriana Arydes — Sagrado
- Preto no Branco — Preto no Branco 3
- Eli Soares — 360º

### Língua Portuguesa
Melhor Álbum Pop Contemporâneo em Língua Portuguesa
- Anavitória — O Tempo É Agora
- As Bahias e a Cozinha Mineira — Tarântula
- Ana Cañas — Todxs
- Mahmundi — Para Dias Ruins
- Jair Oliveira — Selfie

Melhor Álbum de Rock ou Música Alternativa em Língua Portuguesa
- BaianaSystem — O Futuro Não Demora
- The Baggios — Vulcão
- Chal — O Céu Sobre a Cabeça
- Liniker e os Caramelows — Goela Abaixo
- Pitty — Matriz

Melhor Álbum de Samba/Pagode
- Mart'nália — Mart'nália Canta Vinicius de Moraes
- Nego Álvaro — Canta Sereno e Moa
- Monarco — De Todos os Tempos
- Péricles — Em Sua Direção
- Anaí Rosa — Anaí Rosa Atraca Geraldo Pereira

Melhor Álbum de MPB
- Gilberto Gil — Ok Ok Ok
- Zeca Baleiro — O Amor No Caos
- Nana Caymmi — Canta Tito Madi
- Zélia Duncan — Tudo é Um
- Delia Fischer — Tempo Mínimo
- Jards Macalé — Besta Fera

Melhor Álbum de Música Sertaneja
- Marília Mendonça — Todos os Cantos
- Paula Fernandes — Hora Certa
- Francis & Felipe — Francis & Felipe
- Luan Santana — Live-Móvel
- Mano Walter — Ao Vivo em São Paulo

Melhor Álbum de Música de Raízes em Língua Portuguesa
- Hermeto Pascoal — Hermeto Pascoal e Sua Visão Original do Forró
- Foli Griô Orquestra — Ajo
- Alessandra Leão — Macumbas e Catimbós
- Elba Ramalho — O Ouro do Pó da Estrada
- Zé Mulato & Cassiano — Rei Caipira

Melhor Canção em Língua Portuguesa
- "Desconstrução" — Tiago Iorc
- "Ansiosos Pra Viver" — Mestrinho
- "Etérea" — Criolo
- "Mil e Uma" — Claudia Brant e Arnaldo Antunes
- "Sem Palavras" — Mário Laginha e João Monge, compositores (António Zambujo)

### Infantil
Melhor Álbum Infantil
- The Lucky Band  — Buenos Diaz
- Claraluna — Luces, Cámara, Acción
- Sonia De Los Santos — ¡Alegría!
- Payasitas Nifu Nifa — Bim Bom Bam!
- 123 Andrés — Canta Las Letras

### Clássico
Melhor Álbum de Música Clássica
- Samuel Torres & La Nueva Filarmonía — Regreso
- Claudio Constantini — America
- Edith Ruiz — Árboles De Vidrio
- National Symphony Orchestra Of Cuba — Cuba: The Legacy
- Orquesta Sinfónica De Heredia — Solosh

### Arranjo
Melhor Arranjo
- Rodner Padilla — Sirena (Luis Enrique + C4 Trio)
- Otmaro Ruiz — Red Wall (Va A Caer) (Branly, Ruiz & Haslip)
- Juan Pablo Contreras — Mariachitlán (Juan Pablo Contreras, Marco Parisotto & Orquesta Filarmónica De Jalisco)
- Pablo Cebrián & Ketama — Loko De Amor (Ketama)
- César Orozco — Imprevisto (Raices Jazz Orchestra, Pablo Gil & Tony Succar)

### Projeto de Gravação
Melhor Projeto Gráfico de Um Álbum
- Man Mourentan & Tamara Pérez — El Mal Querer (Rosalía)
- Luisa María Arango, Carlos Dussán, Manuel García-Orozco & Juliana Jaramillo-Buenaventura — Anónimas y Resilientes (Voces Del Bullerengue)
- Emilio Lorente — Astronauta (Zahara)
- Deborah Salles — Lição #2: Dorival (Quartabê)
- Boa Mistura — Nuclear (Leiva)

### Produção
Melhor Álbum de Engenharia de Gravação
- El Guincho & Brian Hernández, Jaycen Joshua, Chris Athens — El Mal Querer (Rosalía)
- Carlos Lima, rlos Lima, Carlos Lima — Anaí Rosa Atraca Geraldo Pereira (Anaí Rosa)
- Zac Hernández & Jerry Ordoñez, Jack Lahana, Chab — Bach (Bandalos Chinos)
- Roger Freret, Marcelo Sabóia, Ron McMaster — Encontros (Antonio Adolfo com Orquestra Atlantica)
- Jan Holzner, David Julca, Jonathan Julca, Jon Leone, Carlos Fernando López, Ricardo López Lalinde, Yasmil Marrufo, Darío Moscatelli, Jorge Palacio & Tainy, Jaycen Joshua, Mike Bozzi — Montaner (Ricardo Montaner)

Produtor do Ano
- Tony Succar
- Andrés Torres, Mauricio Rengifo
- Julio Reyes Copello
- Rafa Sardina
- Juan Pablo Vega

### Vídeo musical
Melhor Vídeo Musical Versão Curta
- Kany García & Residente — "Banana Papaya"
- Criolo — "Boca de Lobo"
- Nego do Borel com DJ Rennan da Penha — "Me Solta"
- Nach — "Los Zurdos Mueren Antes"
- Todo Aparenta Normal — "Vivir Los Colores"

Melhor Video Musical Versão Longa
- Alejandro Sanz — Lo Que Fui Es Lo Que Soy
- Mastodonte — Anatomía de Un Éxodo
- Astor Piazzolla — Piazzolla, Los Años del Tiburón
- Draco Rosa — Hotel de Los Encuentros
- Carlos Vives — Déjame Quererte